# Radava (Centar)
Pour l’article homonyme, voir Radava.
Radava (en serbe cyrillique : Радава) est un village de Bosnie-Herzégovine. Il est situé dans la municipalité de Centar, dans le canton de Sarajevo et dans la fédération de Bosnie-et-Herzégovine. Selon les premiers résultats du recensement bosnien de 2013, il compte 1 362 habitants.

## Démographie

### Évolution historique de la population
| 1948 | 1953 | 1961 | 1971  | 1981  | 1991  | 2013  |
| ---- | ---- | ---- | ----- | ----- | ----- | ----- |
| -    | -    | 899  | 1 035 | 1 348 | 1 420 | 1 362 |

|  |